# Internacia Infana Kongreseto
Het Internacia Infana Kongreseto, IIK, is een "congres" (in de zin van: internationale bijeenkomst) voor kinderen tussen 6 en 14 jaar die de taal Esperanto beheersen of nog aan het leren zijn.
De kindercongressen zijn vakantiestages van 1 week die tezelfdertijd en in de nabijheid van een groot Esperantocongres plaatsvinden: het Universeel Esperantocongres, elk jaar in een ander land.
De eerste kindercongressen waren nog niet jaarlijks maar de laatste jaren wordt het toch bijna elk jaar georganiseerd naast het wereldcongres.
Het eerste kindercongres vond plaats in 1951 te München - Dr. Siegfried Ziegler, Josef Moravec en Margarete Klünder waren de initiatiefnemers.

## Het IIK door de jaren heen
| Nr. | Jaar | Stad                       | Land     | Deelnemers |
| --- | ---- | -------------------------- | -------- | ---------- |
| 37  | 2006 | Prato bij Florence         | Italië   |            |
| 36  | 2005 | Pailgio Perlas bij Vilnius | Litouwen | 40         |
| 35  | 2003 | Lerum                      | Zweden   | 28         |